# Huntingdon (Pensilvânia)
Huntingdon é um distrito localizado no estado norte-americano de Pensilvânia, no Condado de Huntingdon.

## Demografia
Segundo o censo norte-americano de 2000, a sua população era de 6918 habitantes.
Em 2006, foi estimada uma população de 6827, um decréscimo de 91 (-1.3%).

## Geografia
De acordo com o United States Census Bureau tem uma área de
9,1 km², dos quais 8,9 km² cobertos por terra e 0,2 km² cobertos por água. Huntingdon localiza-se a aproximadamente 239 m acima do nível do mar.

## Localidades na vizinhança
O diagrama seguinte representa as localidades num raio de 16 km ao redor de Huntingdon.